# Willibald Demmel
Willibald Demmel (* 17. Juli 1914 in München-Haidhausen; † 12. April 1989 in Gstadt am Chiemsee) war ein deutscher Maler. Er war ein Vertreter des Naturalismus und fertigte zahlreiche Porträts, Aktdarstellungen und Landschaftsbilder seiner Heimat, weshalb er bis heute vor allem als Chiemseemaler bekannt ist.

## Leben
Willibald Demmel wuchs im Münchner Stadtteil Haidhausen auf. Nach der Schule und Gesellenjahren als Gold- und Silberschmied besuchte er 1934 und 1935 die private Malschule von Hein König (* 1891 in Großendrescheid; † 1971 in München) und war zudem bereits seit Frühjahr 1933 an der Münchner Akademie der Bildenden Künste eingeschrieben. Er erhielt nach 10 Semestern einen Abschluss als akademischer Kunstmaler bei Constantin Gerhardinger und Franz Klemmer. Ab 1940 führte er ein Freistudium als Stipendiat der Stadt München. Infolge eines Unfalls beim Bergsteigen an der Kampenwand (Sturz aus 40 Metern Höhe) wurde er vom Kriegsdienst restlos befreit.
Ab 1941 hatte Demmel ein Atelier im Dachboden eines Bauernhauses in Breitbrunn angemietet, wo er bei Landschaftsstudien am Chiemsee die Malerkollegin Lilo Ramdohr kennenlernt. Zudem gründete er eine private Malschule in Breitbrunn. 1942 wurde Demmel mit dem Nürnberger Albrecht-Dürer-Preis, dem Lenbach-Preis und dem Wilhelm-Leibl-Preis ausgezeichnet. 1941, 1943 und 1944 war er mit vier Ölgemälden auf der Große Deutschen Kunstausstellung in München vertreten. 1944 erfolgte der Verlust des Haidhauser Elternhauses durch einen Bombenangriff.
In der Nachkriegszeit verdiente Demmel seinen Lebensunterhalt zum Teil mit Porträts von Gattinnen der in Oberbayern stationierten amerikanischen Offiziere. Im Sommer 1946 erfolgte die Übersiedlung in den Chiemgau. Demmel blieb fortan zusammen mit seiner Mutter, einer Porträtfotografin, dort ansässig. Ab 1946/47 beteiligte er sich am Rosenheimer Kunstverein und blieb für 20 Jahre Mitglied der Jury. Auch an der Neubelebung der „Münchener Künstlergenossenschaft kgl. priv. v. 1868“ (Vorstand Constantin Gerhardinger) hatte er Anteil und blieb 35 Jahre lang Mitglied der Jury und des Vorstands. Demmel war an den Ausstellungen der Künstlergenossenschaft von den 50er bis 70er Jahren beteiligt, u. a. oft im Münchner Haus der Kunst.
Ab Mai 1951 konnte er ein Anwesen auf einem in der Chiemgauer Kunstszene sehr beliebten Hügel (Aischinger Höhe) oberhalb von Gstadt erwerben, wo er künftig wohnte und sein Atelier hatte und darin auch eine Weinstube mit dem Namen Palette betrieb. Er beteiligte sich an der ersten Nachkriegsausstellung der traditionsreichen Frauenwörther Künstlergilde. Es folgten zahlreiche Ausstellungen in Hamburg, Düsseldorf und München. Demmel fertigte auch Auftragsporträts von Regionalpolitikern, Professoren, lokalen Berühmtheiten und Bürgermeistern an. Er führte kurzzeitig eine Ehe, aus der seine Tochter Dagi entsprang, war zeitlebens passionierter Segler auf dem Chiemsee und besaß ein Domizil in La Palma, wo er gern seine Winter verbrachte. Auch in Ibiza, Paris und Kamerun entstanden zahlreiche Zeichnungen und Gemälde. Allgemein pflegte Demmel stets Kontakt mit sehr vielen zeitgenössischen Künstlern, wie etwa Kurt Arentz, Ursula Tzschichholz und Albert Stagura (Nur der Kunstmaler Willibald Demmel genoss das Vorrecht, neben ihm im Freien malen zu dürfen) und vielen anderen.
Demmel verstarb in Gstadt am Chiemsee und wurde dort am 15. April 1989 beigesetzt. Er wird der Münchner Schule der traditionellen Chiemseemaler des 19./20. Jahrhunderts zugerechnet und war einer ihrer letzten Vertreter zwischen Rosenheim, Prien und Traunstein.

## Bekanntschaft mit Mitgliedern der Weißen Rose
Von Herbst 1941 bis Sommer 1942 wurde Demmel öfters von Lilo Ramdohr und ihrem Bekannten aus der Münchner Malschule von Hein König Die Form, nämlich Alexander Schmorell, besucht. Lilo Ramdohr hatte durch Demmels Vermittlung in Breitbrunn im Gehöft der befreundeten Bauernfamilie Bumberer, die Demmel auch öfters porträtiert hatte, eine Kammer für Malausflüge angemietet, in welcher sie zusammen mit Schmorell ab 1942 für Notzeiten Vorräte, Kleidung, Zeichnungen und Inventar einlagerte. Demmel war über die Beteiligung seiner Freunde an den Aktionen der Weißen Rose eingeweiht.
Im Jahr 1948 nahm er Lilo Ramdohr samt ihrer 4-jährigen Tochter Doma-Ulrike nach deren Flucht aus der sowjetischen Besatzungszone bei sich auf und setzte sich die nächsten Jahre bei der Berufsuche an Chiemgauer Internaten (Schloss Neubeuern und Landschulheim Schloss Ising) für sie ein. Noch im Jahre 1987 schickte er einen Katalog zur Jubiläumsausstellung 1984 in Seeon-Seebruck anlässlich seines 70. Geburtstags mit einer Widmung, welche die langjährige Freundschaft von 1941 bis 1987 betont, an Lilo Fürst-Ramdohr.

## Demmels Malstil
Bekannt ist Demmel vor allem für seine volkstümlichen aber realistischen Personendarstellungen und die zahlreichen naturalistischen Chiemgauer Landschaftsbilder, die er als Ölbilder, häufig unter Anwendung von Spachteltechnik, und als Aquarelle anfertigte. Daneben produzierte er viele Aktzeichnungen und Porträts in Kohle- und Röteltechnik.
„Die Arbeiten Demmels sind in breitem pastosem Strich quellend und saftig hingemalt. Seine Farben sind leuchtend und kraftvoll, entbehren jedoch nicht reicher Zwischentöne. Oft verlockt ihn das Temperament lebhafte Lichter aufzusetzen, die den Gemälden Effekte geben, die man hin und wieder gedämpft sehen möchte. Willibald Demmels Ringen um Ausdruck kennt kein verkrampftes Experimentieren. Er ist ein Augenmensch, der sich an die Wirklichkeit hält.“ (Deutsche Zukunft, Düsseldorf, 1952).
„Bestechend ist vor allem Willibald Demmels handwerkliches Können, auffallend, wie sicher er seine Bilder baut, wie er Schweres und Leichtes zu setzen versteht, Licht und Schatten zu geben weiss.“ (Oberbayerisches Volksblatt, Juli 1954)
„Die Bilder Demmels strotzen vor Gesundheit, wie der Künstler selbst, und hinterlassen einen tiefen Eindruck.“ (Josef Miehle, Rosenheim 1970)

## Ausstellungen und Galerien (Auswahl)
- Eine Sonder-Ausstellung in der Städtischen Kunstsammlung Rosenheim zeigte vom 4. bis 25. Juli 1954 74 Werke aus den Jahren 1942 bis 1954.
- Teilnahme an der Ausstellung und als Mitglied der Jury der Münchener Künstlergenossenschaft Kgl. priv. v. 1868 im Haus der Kunst München vom 11. März bis 10. Mai 1964, mit 5 Werken (Malschülerin (Öl), Alter Fischer am Hafen (Öl), Selbstbildnis (Öl), Ulrike (Kohlezeichnung), Anic (Kohlezeichnung))

- Jubiläumsausstellung 1984 in Seeon-Seebruck anlässlich des 70. Geburtstags von Willibald Demmel

- 200 Jahre Künstlerlandschaft Chiemsee, Galerie im Alten Rathaus Prien vom 27. September bis 23. November 2008[6]

- Eine Demmelstube im Inselhotel „Linde“ (Hotel auf der Fraueninsel im Chiemsee) befindet sich im sogenannten Hotelbau und wurde mit den Werken des akademischen Malers Willibald Demmel ausgestattet.[7]

- Galerie Markt Bruckmühl (Landkreis Rosenheim), Sammlung, Die Bumbererbrüder

## Werke (Auswahl)
- Die Bumbererbrüder, 1967
- Willibald Demmel. In: Artnet.de. Biografie und Werke im Kunsthandel
- Junge Chiemgauerin, 1945
- Diverse Werke bei Internetauktionen
- Aquarell von Willibald Demmel